# Katnajur
Katnajur là một đô thị thuộc tỉnh Lori, Armenia. Dân số ước tính năm 2011 là 2033 người.